# Blotter
Blotter je výraz používaný finančními institucemi pro seznam uzavřených obchodů a jejich detailů v konkrétním časovém období, který je většinou průběžně aktualizován. Obchody jsou často zvýrazněny v různých barvách závislosti na jejich stavu. Detaily obchodu mohou zahrnovat údaje jako čas, cena, objem a specifikace pokynu, zda se jedná o nákup či prodej, případně další detaily obchodu.
Účelem blotteru je udržet přehled o provedených obchodech tak, aby je mohl obchodník nebo makléř revidovat či potvrzovat. Blotter je používán na akciovém trhu, na trhu zahraničních měn (FX) a na trhu s dluhopisy.